# Ecologia queer

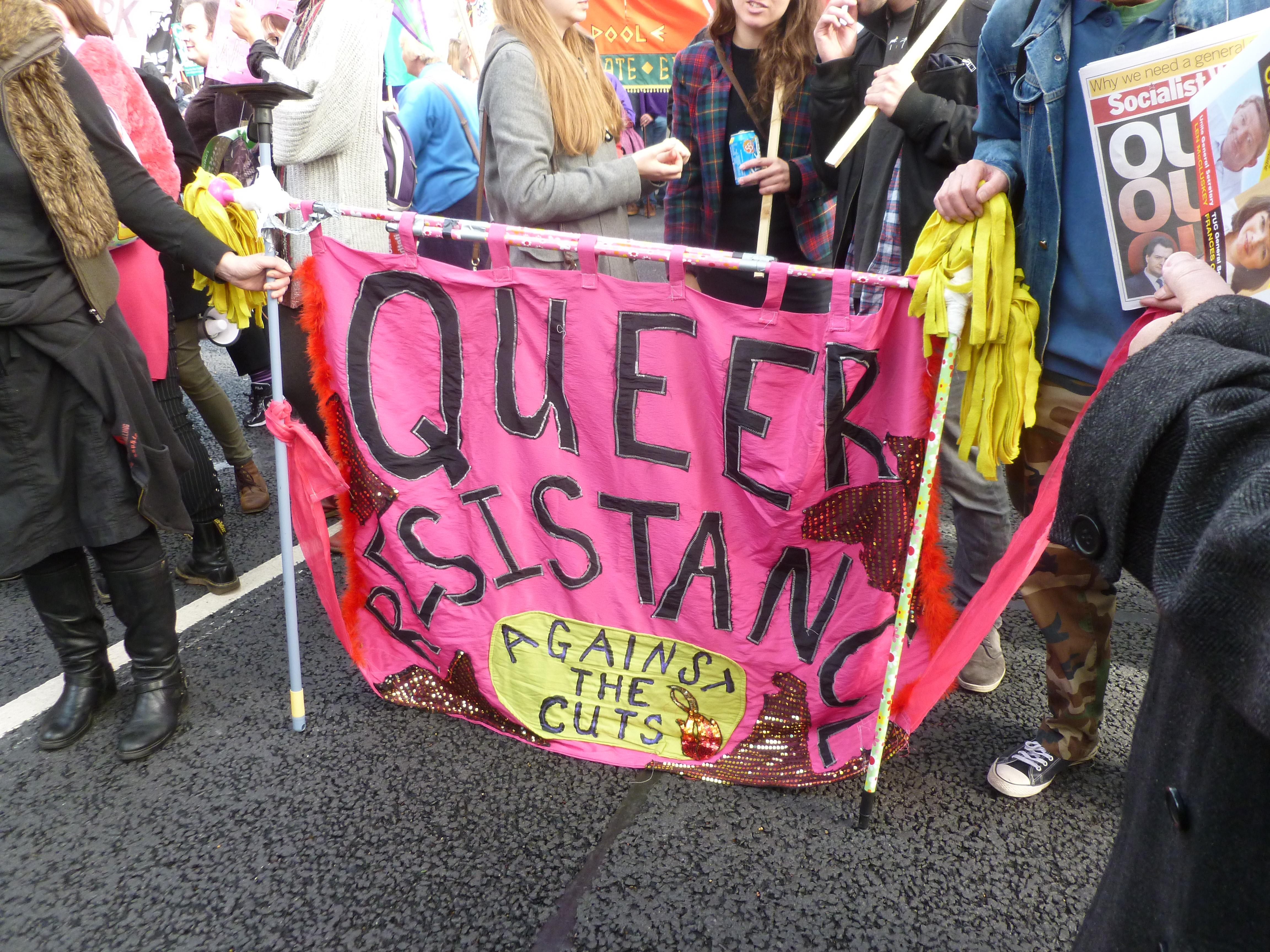
Bandeira de resistência queer numa manifestação política

A ecologia queer é o esforço para compreender a natureza, a biologia e a sexualidade à luz da teoria queer, rejeitando assim a presunção de que a heterossexualidade e a cisgeneridade constituem qualquer padrão objetivo. Baseia-se em estudos científicos, ecofeminismo, justiça ambiental e geografia queer. Estas perspectivas quebram vários “dualismos” que existem na compreensão humana da natureza e da cultura.

## Visão geral
A ecologia queer afirma que as pessoas muitas vezes consideram a natureza em termos de noções dualistas como "natural e não-natural", "vivo ou não-vivo" ou "humano ou não-humano", quando na realidade a natureza existe em um estado contínuo. A ideia de “natural” surge das perspectivas humanas sobre a natureza, não da “natureza” em si.
A ecologia queer rejeita ideias de excepcionalismo humano e antropocentrismo que propõem que os humanos são únicos e mais importantes do que os não-humanos. Especificamente, a ecologia queer desafia as ideias tradicionais sobre quais organismos, indivíduos, memórias, espécies, visões, objetos, etc.

Variação comum da bandeira queer

A ecologia queer também afirma que as ideias heteronormativas saturam a compreensão humana da "natureza" e da sociedade humana, e apela à inclusão de uma perspectiva queer mais radicalmente inclusiva nos movimentos ambientais. Rejeita as associações que existem entre “natural” e “heterossexual” ou “heteronormativo” e chama a atenção para a forma como tanto a natureza como os grupos sociais marginalizados têm sido historicamente explorados.
A partir das percepções da ecologia queer, todos os seres vivos são considerados conectados e inter-relacionados. Tornar a natureza "queer" é reconhecer as complexidades presentes nela e libertar as interpretações da natureza de suposições humanas e seus impactos desastrosos.

A ecologia queer pode ser associada ao que Tabassi, estudiosa do feminismo, chama de "resiliência suja", ou 
A desmantelação de estruturas de violência que tratam corpos racializados e de gêneros específicos como descartáveis... [a resiliência suja] é, portanto, também, a criação contextual específica de espaços e estruturas que apoiam a autodeterminação e a libertação coletiva, como: soberania da terra, abolição de regimes de prisão e apartheid, novos sistemas alimentares, responsabilidade comunitária em vez de policiamento e criminalização, não-proliferação de armas nucleares e desmilitarização, acessibilidade à saúde, moradia gratuita, tomadas de decisão coletivas, transformação de traumas, entre outros.
Ao falar sobre a natureza radicalmente interdisciplinar da ecologia queer, Knox traça um vínculo entre essa teoria e o "pós-humanismo insurgente", que "dissolve a dicotomia entre humanos e não-humanos" e pergunta como contribuir para "a criação de ecologias vivas como uma forma de transformação material que instiga justiça como uma experiência imediata, vivida e mundial". Além disso, se relaciona ao trabalho de Arakawa e Gins, e Simondon.

## Definição
O termo "ecologia queer" refere-se a um agrupamento diverso e interdisciplinar de práticas que visam, de diferentes maneiras, romper as articulações discursivas e institucionais heteronormativas predominantes do ser humano e da natureza, e também reimaginar processos evolutivos, interações ecológicas e políticas ambientais à luz da teoria queer. Baseando-se em tradições tão diversas como: biologia evolutiva; movimentos LGBTQIAPN+ (lésbicas, gays, bissexuais, transgênero, queer, intersexo, assexuais, pansexuais, pessoas não binárias, e outras minorias de sexualidade, sexo e gênero); geografia e história queer; estudos científicos feministas; ecofeminismo; estudos sobre deficiência e justiça ambiental – a ecologia queer destaca a complexidade da biopolítica contemporânea, traça conexões importantes entre as dimensões materiais e culturais das questões ambientais e insiste numa prática articulatória em que o sexo e a natureza são compreendidos à luz de múltiplas trajetórias de poder e matéria.

## História

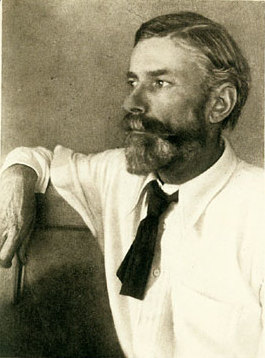
Edward Carpenter, poeta que primordialmente relacionou a sexualidade e o meio-ambiente

A origem teórica da ecologia queer pode ser rastreada até os textos fundacionais da teoria queer. Por exemplo, a pesquisadora Catriona Sandilands cita as origens da ecologia queer nas obras de Michel Foucault, especialmente em A História da Sexualidade (1976). Sandilands sugere que Foucault "estabelece as bases para muitos dos estudos contemporâneos em ecologia queer" ao examinar a concepção de sexo como "um objeto específico de conhecimento científico organizado, por um lado, por uma 'biologia da reprodução', que considera o comportamento sexual humano em relação às fisiologias da reprodução de plantas e animais, e, por outro, por uma 'medicina do sexo', que concebe a sexualidade humana em termos de desejo e identidade." Foucault explica a "medicina do sexo" como uma forma de falar sobre a saúde humana separada da "medicina do corpo". Noções iniciais de ecologia queer também vêm da poesia de Edward Carpenter, que abordou temas de sexualidade e natureza em seu trabalho.
O trabalho de Judith Butler sobre gênero também lançou uma base importante para a ecologia queer. Mais especificamente, Butler explora o gênero como performatividade em seu livro de 1990, Problemas de Gênero: Feminismo e Subversão da Identidade. A ecologia queer propõe que, quando a noção de performatividade de Butler é aplicada ao campo da ecologia, ela desmantela a dicotomia 'natureza-cultura'. Da perspectiva da ecologia queer, não existem diferenças essenciais entre "natureza" e "cultura". Em vez disso, os humanos que categorizaram "natureza" e "cultura" como distintos entre si criam essas diferenças. De uma perspectiva científica, "natureza" não pode ser totalmente compreendida se animais ou partículas forem considerados entidades distintas e estáticas; em vez disso, a natureza existe como uma "teia" de interações.

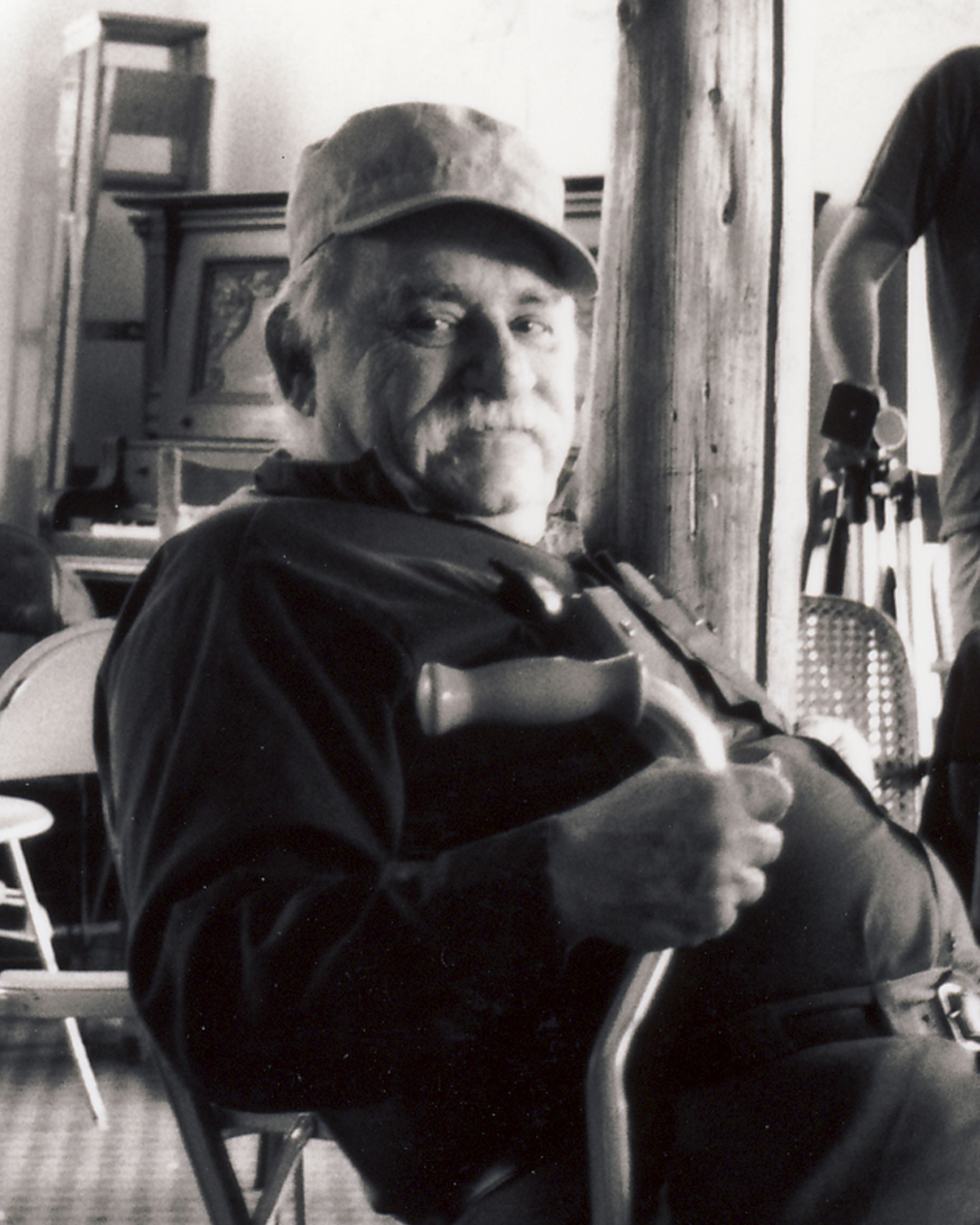
Murray Bookchin, teórico anarquista que conceituou a ecologia social, relacionando a ecologia com mudanças radicais na sociedade

Em parte, a ecologia queer também surgiu do trabalho ecofeminista. Embora a ecologia queer rejeite traços de essencialismo encontrados no ecofeminismo inicial, alguns textos ecofeministas, como Gyn/Ecology (1978), de Mary Daly, estabeleceram a base para entender as interseções entre mulheres e o meio ambiente. A ecologia queer desenvolve essas compreensões interseccionais que começaram no campo do ecofeminismo sobre as maneiras como sexo e natureza foram historicamente representados. Como uma teoria política que insiste que problemas ecológicos e sociais estão entrelaçados, a ecologia queer tem sido comparada ao conceito de ecologia social de Murray Bookchin.

## Heteronormatividade e o meio ambiente
A ecologia queer reconhece que as pessoas frequentemente associam a heteronormatividade à ideia de "natural", em contraste, por exemplo, com a homossexualidade, identidades trans e não-binárias, que geralmente são associadas, sob certas estruturas, ao "não-natural". Essas expectativas sobre sexualidade e natureza frequentemente influenciam os estudos científicos sobre o não-humano. O mundo natural muitas vezes desafia as noções heteronormativas mantidas pelos cientistas, ajudando-nos a redefinir nossa compreensão cultural do que é "natural" e, portanto, como podemos tornar "queer" os espaços ambientais. Por exemplo, no texto The Feminist Plant: Changing Relations with the Water Lily, Prudence Gibson e Monica Gagliano explicam como a vitória-régia desafia noções heterossexistas. Elas argumentam que, porque a vitória-régia é muito mais do que sua reputação como uma planta "pura" ou "feminina", precisamos reavaliar nossa compreensão das plantas e reconhecer as conexões entre a biologia vegetal e modelos de prática cultural, por meio de uma lente feminista.
No texto "A Political Ecology of 'Unnatural Offenses'", Kath Weston observa que o ambientalismo e a política queer raramente parecem se interseccionar, mas que "essa deslocalização repousa em uma associação estreita da ecologia com paisagens visíveis e da sexualidade com corpos visíveis delimitados pela pele". Em "The Body as Bioregion", Deborah Slicer escreveu que "o silêncio dos ambientalistas sobre o corpo é muito familiar. Minha preocupação é que esse silêncio reflete a maneira de pensar tradicional e perigosa de que o corpo não tem importância, que nossa própria natureza corpórea é irrelevante para o que quer que os ambientalistas estejam chamando de 'Natureza'." Como afirma Nicole Seymour, "[...] novos modelos de gênero e sexualidade surgem não apenas a partir de mudanças em áreas como política, economia e medicina, mas também a partir de mudanças na consciência ecológica."
No artigo da Orion Magazine, "How to Queer Ecology: One Goose at a Time", Alex Carr Johnson clama por um fim à categorização dualista e generalizante da natureza e suas possibilidades. Duas interpretações opostas são encontradas ao comparar o ensaio de David Quammen, "The Miracle of Geese", e o livro de Bruce Bagemihl, "Biological Exuberance". Enquanto Quammen usou evidências de relações monogâmicas e heterossexuais entre gansos como um mandato ecológico para tais comportamentos, Bagemihl observou relações monogâmicas e homossexuais. Essas relações eram frequentes e persistentes, não por falta de potenciais parceiros do sexo oposto. Esses relatos conflitantes do "natural" exemplificam como a interpretação, a extrapolação e a comunicação da natureza e do natural, subsequentemente, restringem e reduzem a capacidade de conceitualizar e entender o que isso constitui.

## Reimaginando perspectivas científicas
Nas disciplinas das ciências naturais, como biologia evolutiva e ecologia, a ecologia queer permite que os acadêmicos reimaginem binarismos culturais que existem entre "natural e não-natural" e "vivo e não-vivo".
Timothy Morton propõe que a biologia e a ecologia desconstruam noções de autenticidade. Mais especificamente, ele sugere que a vida existe como uma "rede de inter-relações" que desfoca as fronteiras científicas tradicionais, como as das espécies, do vivo e não-vivo, do humano e não-humano, e até mesmo entre um organismo e seu ambiente. A ecologia queer, segundo Morton, enfatiza uma perspectiva sobre a vida que transcende dualismos e limites distintivos, reconhecendo, em vez disso, que existem relações únicas entre formas de vida em diferentes escalas. A ecologia queer também traz nuances às perspectivas evolutivas tradicionais sobre a sexualidade, considerando a heterossexualidade como impraticável em muitas escalas e como um desenvolvimento evolutivo "tardio".
Outros acadêmicos desafiam o contraste que existe entre as classificações "humano" e "não-humano", propondo que a ideia de "fluidez" da teoria queer também deveria se estender à relação entre o humano e o não-humano.

## Ecologia queer e sociedade

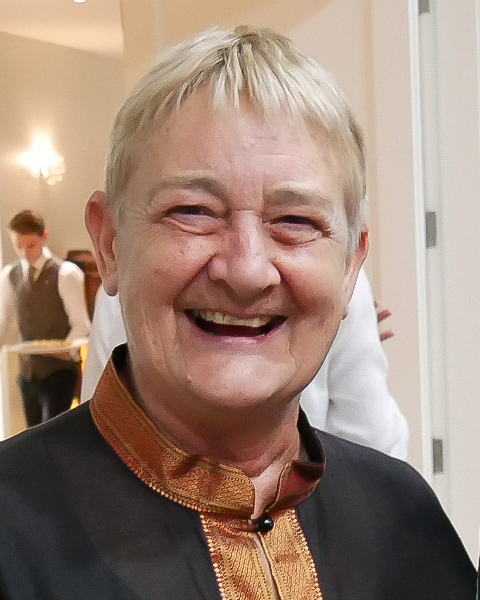
Marilyn Waring, considerada fundadora da economia feminista

A ecologia queer também é relevante ao considerar a geografia humana. Por exemplo, Catriona Mortimer-Sandilands considera as comunidades separatistas lésbicas em Oregon como uma manifestação específica da ecologia queer. Comunidades marginalizadas, segundo Sandilands, criam novas culturas da natureza em oposição às relações ecológicas dominantes. Questões ambientais estão intimamente ligadas a relações sociais que incluem a sexualidade, e assim existe uma forte aliança entre a política queer e a política ambiental. A "geografia queer" chama a atenção para a organização espacial da sexualidade, o que implica questões de acesso a espaços naturais e a sexualização desses espaços. Isso implica que relações ecológicas únicas surgem dessas experiências baseadas na sexualidade. Além disso, a ecologia queer interrompe a associação da natureza com a sexualidade. Matthew Gandy propõe que parques urbanos, por exemplo, são heteronormativos porque refletem hierarquias de propriedade e posse. "Queer", no caso da natureza urbana, refere-se à diferença espacial e à marginalização, além da sexualidade.
A ecologia queer também é importante dentro dos lares individuais. Como um espaço influenciado pela sociedade, o lar é frequentemente uma ecologia que perpetua a heteronormatividade. Will McKeithen examina a ecologia queer no lar considerando as implicações do rótulo "mulher louca por gatos". A "mulher louca por gatos" frequentemente desafia as expectativas heterossexistas da sociedade para o lar, já que ela, em vez de ter um parceiro humano cis-homem romântico, trata os animais como companheiros legítimos. Essa rejeição das normas heteropatriarcais e a aceitação da intimidade entre múltiplas espécies cria uma ecologia queer do lar.
A ecologia queer também está conectada à economia feminista, que se preocupa com tópicos como reprodução social, extrativismo e formas de trabalho feminizado, em grande parte não reconhecidas e não remuneradas pelos sistemas capitalistas, neocoloniais e neoimperialistas dominantes. Pode-se dizer que a economia feminista utiliza a ecologia queer para desconstruir o binarismo de gênero, incluindo os vínculos entre o potencial reprodutivo do corpo cisfeminino e as responsabilidades da reprodução social, do cuidado infantil e da construção da nação.

## Arte e literatura
Uma mudança significativa em direção a uma estética ecológica em Nova York pode ser rastreada até um festival interdisciplinar em 1990 chamado Sex Salon, que ocorreu no espaço artístico Epoché em Williamsburg, no Brooklyn. Celebrando tanto formas não-binárias de sexualidade quanto o enraizamento da cultura dentro de um ecossistema de bairro, o evento de três dias foi o primeiro grande encontro de artistas, escritores e músicos fora de Manhattan. O movimento ecologicamente engajado, eventualmente chamado de Brooklyn Immersionists, incluía o jornal ecofeminista The Curse e o espaço noturno El Sensorium, que promovia uma forma de convivência sem identidades chamada "varredura omnisensorial".[carece de fontes?]

A cena dos Immersionists atingiu seu clímax em 1993, segundo a revista Domus, com o experimento de cultura ecológica Organism. O evento borrava as fronteiras entre humanos e seu ambiente e apresentava numerosos sistemas culturais e naturais sobrepostos, cultivados por 120 membros da comunidade criativa de Williamsburg. O evento ecológico incluía um "sistema de cochilo élfico" sem gênero e um exercício participativo de empoderamento sexual chamado The Boom Boom Womb, do grupo de rock poliamoroso Thrust. O evento, que durou a noite inteira, foi frequentado por mais de 2000 convidados e foi citado pela Newsweek, pelo Performing Arts Journal (PAJ), Die Zeit e pelo New York Times. As notas do programa Organism convidavam o público a uma fusão implicitamente queer do corpo humano com seu ecossistema:[carece de fontes?]
Deixe seus dedos passarem pela meleca. Convide um amigo para a gelatina com você. Tudo isso é um estranho contínuo, um confluxo de ligações, sistemas, ciclos de feedback, formas de onda... Como podemos extrair prazer de tal equação? Podemos construir um híbrido de aço, tijolo, plantas, [corpos] e pensamento, absorvendo prazer enquanto nos integramos à sua carne monstruosa?
Em maio de 1994, um ensaio editorial na UnderCurrents: Journal of Critical Environmental Studies, intitulado "Queer Nature", abordou a noção de ecologia queer. O texto identificou o poder disruptivo possível ao se examinar categorias normativas associadas à natureza. A peça afirmava que homens brancos cis-heterossexuais detêm o poder sobre a política da natureza e que esse padrão não pode continuar. O pensamento e a literatura da ecologia queer também foram apresentados nesta edição, na forma de submissões de poesia e arte — desconstruindo a heteronormatividade nas sexualidades humanas e ambientais. Em 2015, a UnderCurrents lançou uma atualização de sua edição original e um podcast para celebrar 20 anos de estudos contínuos em ecologia queer.

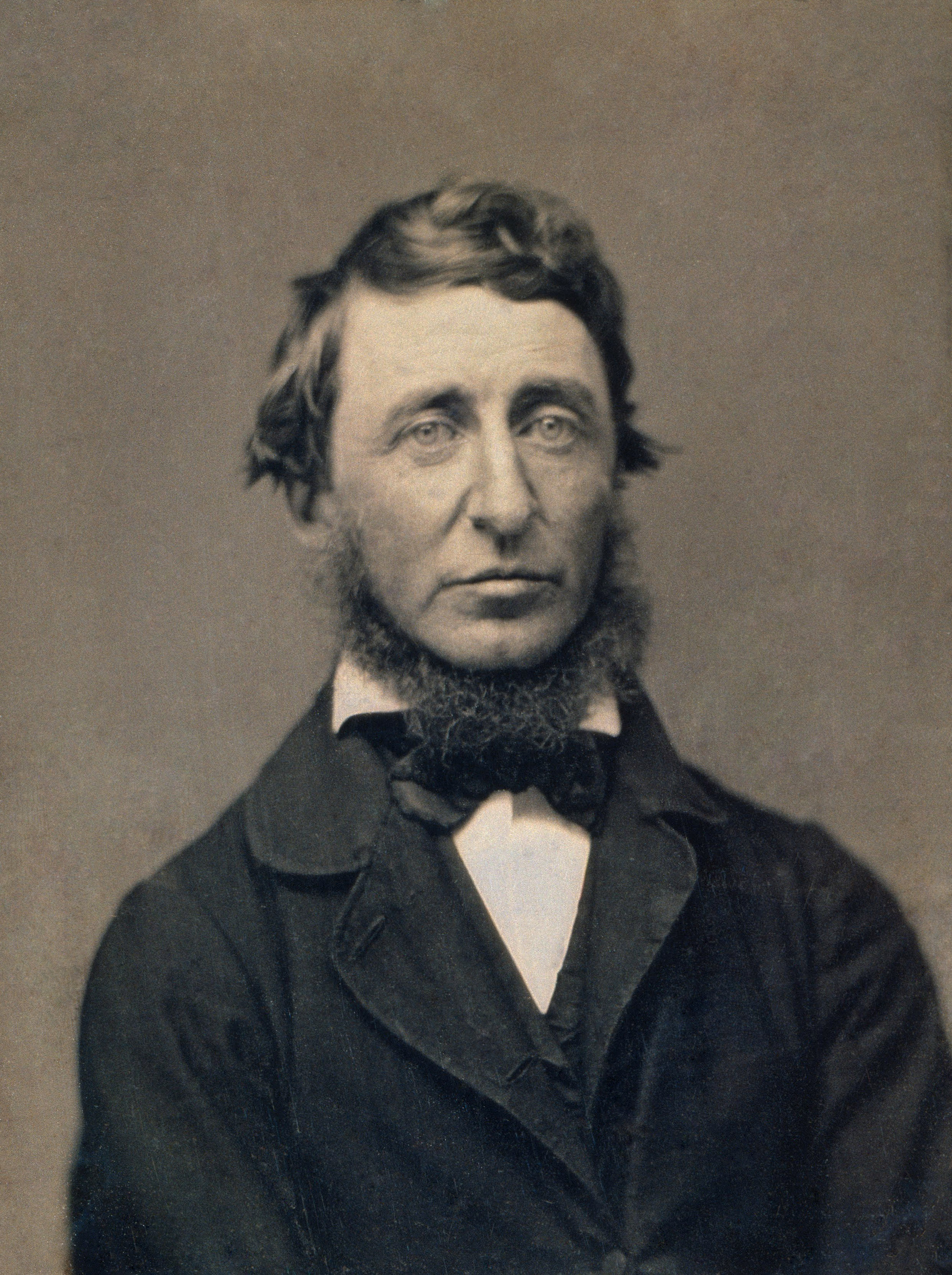
Henry David Thoreau, escritor ambientalista

Em 2013, Strange Natures, de Nicole Seymour, explorou a imaginação da ecologia queer, o futuro e a empatia por meio da cultura e da cultura popular, incluindo o romance contemporâneo transgênero e diferentes formas de cinema.
O teatro é um ambiente significativo para explorar ideias de ecologia queer, pois o espaço teatral pode proporcionar um ambiente alternativo, a partir do qual se pode considerar uma realidade independente do binarismo e da heteronormatividade socialmente construídos e impostos do mundo exterior. Dessa forma, o teatro tem o potencial de construir "ecologias queer" temporárias no palco.
Escritores como Henry David Thoreau, Herman Melville, Willa Cather e Djuna Barnes têm sido mencionados como complicadores da noção comum de que a literatura ambiental consiste exclusivamente em doutrinas heterossexuais, e cada uma de suas obras ilumina as maneiras como a sexualidade humana está conectada à política ambiental. Robert Azzarello também identificou temas comuns de estudos queer e ambientais na literatura romântica e pós-romântica americana que desafiam as ideias convencionais do "natural".
Em 2023, Knox se referiu ao filme Sauvage, de Camille Vidal-Naquet, como um filme de ecologia queer, em uma apresentação intitulada Queer Ecologies through Camille Vidal-Naquet’s Sauvage (2018).

## Ecologia queer e a teoria crip
Colocando a ecologia queer em relação mais próxima aos estudos sobre deficiência, especialmente a teoria crip, em Queer Ecologies; Sex, Nature, Politics, Desire, Giovanna Di Chiro cita Eli Clare da seguinte forma:
O corpo como lar, mas apenas se entendermos que os corpos podem ser roubados, alimentados com mentiras e veneno, arrancados de nós. Eles surgem ao meu redor — corpos roubados pela fome, pela guerra, pelo câncer de mama, pela AIDS, pelo estupro, pelo trabalho diário das indústrias, do ateliê, da fábrica de conservas, da serraria; a corda do linchamento; as ruas congelantes; a casa de repouso e a prisão... pessoas com deficiência retratadas como aleijados e tragédias; pessoas LGBT que são repetidamente informadas de que somos distorcidas e não-naturais; pessoas pobres feitas responsáveis por sua própria pobreza. Estereótipos e mentiras se alojam em nossos corpos tão seguramente quanto balas. Eles vivem e fermentam ali, roubando o corpo.